# Gnophomyia similis
Gnophomyia similis är en tvåvingeart som beskrevs av Edwards 1916. Gnophomyia similis ingår i släktet Gnophomyia och familjen småharkrankar.
Artens utbredningsområde är Taiwan. Inga underarter finns listade i Catalogue of Life.